# باورو (أسطورة)
باورو (بالإنجليزية: Paoro)‏ الربة الماورية للصدی. قدمت للمرأة الأولى ماریكوریكو Marikoriko صوتها.